# 麻舜裳
麻舜裳（マ・スンサン、朝鮮語: 마순상）は、李氏朝鮮の文官であり、朝鮮氏族の上谷麻氏の中始祖である。中国明から李氏朝鮮に帰化していた。
麻舜裳は、丁酉再乱の際に李氏朝鮮に派兵された中国明の将軍・兵部尚書の麻貴の曽孫である。